# Joanna Żukowska (inżynier)
Joanna Żukowska (ur. 1974) – specjalistka z zakresu transportu oraz bezpieczeństwa transportu drogowego, profesor nadzwyczajny na Politechnice Gdańskiej. Od 2019 dziekan Wydziału Inżynierii Lądowej i Środowiska Politechniki Gdańskiej.

## Życiorys
W 1999 roku ukończyła studia z zakresu budownictwa na Wydziale Budownictwa Lądowego Politechniki Gdańskiej. W 2003 na podstawie pracy "Modelowanie ryzyka w ruchu drogowym szeregami czasowymi" uzyskała stopień doktora na macierzystej uczelni. Stopień doktora habilitowanego uzyskała w roku 2003 na podstawie rozprawy "Metodyka monitorowania bezpieczeństwa ruchu drogowego w zintegrowanych systemach bezpieczeństwa transportu" na Wydziale Transportu Politechniki Warszawskiej. 
Obecnie zajmuje się m.in. inżynierią drogową i bezpieczeństwem transportu, badaniami w zakresie zarządzania bezpieczeństwem transportu, a zwłaszcza bezpieczeństwem ruchu drogowego, modelowaniem ryzyka w ruchu drogowym, prognozowaniem trendów bezpieczeństwa oraz programowaniem i wdrażaniem systemów zarządzania bezpieczeństwem ruchu drogowego.

## Odznaczenia[3]
- Medal Komisji Edukacji Narodowej (2017)
- Zespołowa Nagroda Rektora SUKCES ROKU na Wydziale (2016),
- Indywidualna Nagroda Rektora II stopnia naukowa (2016),
- Nagrody i wyróżnienia Ministra Infrastruktury (2009, 2011),
- Nagroda dziekana Wydziału Inżynierii Lądowej i Środowiska PG za działalność naukową i dydaktyczną (2004),
- Nagroda Indywidualna Rektora PG I stopnia za działalność dydaktyczną (2002)